# Kostel Pribićki
Kostel Pribićki is een plaats in de gemeente Krašić in de Kroatische provincie Zagreb. De plaats telt 54 inwoners (2001).